# NGC 2578
NGC 2578 (również PGC 23440) – galaktyka spiralna z poprzeczką (SB0-a), znajdująca się w gwiazdozbiorze Rufy. Odkrył ją William Herschel 8 marca 1793 roku.
W galaktyce tej zaobserwowano supernową SN 2013fg.